# تيار ضوئي
التيار الضوئي هو التيار الكهربي المار في الأجهزة الحساسة للضوء مثل الثنائي الضوئي نتيجة التعرض للتدفق الإشعاعي .

## أسباب الحدوث
قد يحدث التيار الضوئي نتيجة للتعرض للطاقة الكهروضوئية , الانبعاث الضوئي , التأثير الضوئي جهدي . 

كما قد يحدث التيار الضوئي نتيجة التفاعل بين الأيونات والفوتونات تحت تأثير المجالات المطبقة عليهم . مثلما يحدث في الثنائي الضوئي (APD)

## ملحوظة
عند استخدام الشعاع الضوئي المناسب، فإن التيار الضوئي : 
- يتناسب طرديا مع شدة الإشعاع .
- يزداد مع زيادة الجهد، حتي يصل إلي أعلى قيمة له . ويسمي التيار في ذلك الوقت تيار التشبع .